# 麻垌镇
麻垌镇，是中华人民共和国广西壮族自治区贵港市桂平市下辖的一个乡镇级行政单位。

## 行政区划
麻垌镇下辖以下地区：
麻垌村、容荔村、何村、新兴村、白石村、洞天村、东岸村、义塘村、连山村、南乔村、百福村、鹧鸪村、大上村、谏知村、安文村、全安村、周东村、陈杨村、志安村、梁村、福田村、福华村、南江村、木回村、思培村、联保村和沙江村。